# Böcskei Balázs
Böcskei Balázs (Győr, 1983. október 13. –) korábbi magyar nemzeti labdarúgó-játékvezető, politikai elemző. A Magyar Tudományos Akadémia Politikatudományi Intézetének munkatársa.

## Pályafutása

### Labdarúgóként
Korábban futballozott, de a tanulás mellett döntött, így abbahagyta a játékot. Nem akart teljesen elszakadni a labdarúgástól, ezért bíráskodni kezdett.

### Labdarúgó-játékvezetőként

#### Nemzeti játékvezetés
A játékvezetői vizsgát 2000-ben tette le, 2008-ban lett országos játékvezető, az NB II-es játékvezetői keret tagja. 2011 júliusában az NB I-es keretbe kvalifikált.
Élvonalbeli mérkőzések száma: 12
| Dátum              |                           | Mérkőzés                 | Eredmény |
| ------------------ | ------------------------- | ------------------------ | -------- |
| 2011. július 31.   | első NB. I-es mérkőzése   | Paksi FC - Pápa          | 1 - 1    |
| 2012. november 24. | utolsó NB. I-es mérkőzése | Budapest Honvéd - Siófok | 2 - 0    |

Labdarúgó játékvezetői pályafutását 2021 nyarán fejezte be.

## Szakmai pályafutása
Az Eötvös Loránd Tudományegyetem Állam- és Jogtudományi Karának Politikatudományi Intézetében végzett. 2004-2008 között a Társadalomelméleti Kollégium tagja. 2007-ben rendezett Bence György Emlékkonferencia főszervezője. 2007-től Fordulat című társadalomelméleti periodika főszerkesztője. Korábban politikai és kommunikációs tanácsadóként tevékenykedett, továbbá egy vezető hazai agytröszt kutatója volt.

### Kutatási területe
- baloldali válaszok a globalizációra,
- a rendszerváltás és a globalizáció hatása a magyar társadalom szerkezetére, életmódjára, politikai gondolkodására,
- modern-posztmodern korszakváltás politikai és szociológiai projektjei, ifjúsági korszakváltás és a politika,

## Szakmai sikerei
Számos kutatói ösztöndíj nyertese. A rendszerváltás utáni szociáldemokráciával, továbbá az 1990-es évekkel bekövetkezett társadalomtudományi és filozófiai korszakváltással foglalkozott.